# Bowkeria
Bowkeria é um género botânico de plantas com flor pertencente à família Stilbaceae.

## Espécies
O género possui as seguintes espécies:
- Bowkeria citrina Thode[3]
- Bowkeria cymosa MacOwan[4]
- Bowkeria verticillata (Eckl. & Zeyh.) Schinz[5]